# Amphiascus minutus
Amphiascus minutus är en kräftdjursart som först beskrevs av Claus 1863. Enligt Catalogue of Life ingår Amphiascus minutus i släktet Amphiascus och familjen Diosaccidae, men enligt Dyntaxa är tillhörigheten istället släktet Amphiascus och familjen Miraciidae. Arten är reproducerande i Sverige. Utöver nominatformen finns också underarten A. m. minutus.